# 自明な結び目

自明な結び目の射影図。

一見すると結ばれているように見えるが、これも自明な結び目の射影図である。

自明な結び目（じめいなむすびめ、Trivial knot）または平凡な結び目（へいぼんなむすびめ）とは、位相幾何学の一分野である結び目理論において、「全く結ばれていない」という結び目のことである。3次元空間内の（2次元）円板の境界を標準的な自明な結び目とすれば、それと同値な結び目は全て自明な結び目と考える。自明な結び目は解けている（Unknot）ともいう。
例えば、あやとりで使う紐は（どんなに複雑な形をつくったとしても）自明な結び目と考えることができる。
1961年、ヴォルフガング・ハーケンによって、与えられた結び目が自明な結び目かどうかを判定するアルゴリズムが発見されている。
いくつかの自明な結び目を絡み合わないように並べたものは自明な絡み目という。

## 自明な結び目の特徴
- 結び目の合成においては単位元の役割を果たす。また、素な結び目でも合成結び目でもないような唯一の結び目である。
- 最小交点数・結び目解消数・種数が0であるような唯一の結び目である。また、橋指数・組み紐指数が1であるような唯一の結び目である。
- 交代結び目であり、両手型結び目[1]であり、可逆である。
- (p , ±1)型、（±1 , q）型のトーラス結び目である。
- ジョーンズ多項式・アレクサンダー多項式・コンウェイ多項式・ホンフリー多項式といった多項式不変量は、自明な結び目に対する多項式を基準として定めた上でスケイン関係式を使って帰納的に定義することができる。